# Старинки (Борисовський район)
Старинки (біл. вёска Старынкі) — село в складі Борисовського району Мінської області, Білорусь. Село підпорядковане Пригородницькій сільській раді, розташоване в північно-східній частині області.